# Martin Stejskal
Martin Stejskal (geboren am 19. Februar 1944 in Prag) ist ein tschechischer Maler, Grafiker und Publizist.

## Leben
Stejskal absolvierte die Kunstschule in Prag. 1963 freundete er sich mit dem Dichter Karel Šebek an, der ihn mit dem Surrealismus vertraut machte. Als Maler und Grafiker arbeitet Stejskal seither vor allem surrealistisch und hat sich seit den 1960er-Jahren an der kollektiven Tätigkeit der Skupina surrealistů v ČSR (dt. Gruppe der Surrealisten in der Tschechoslowakei) beteiligt. Damals nahm er an geregelten psychiatrischen Versuchen mit halluzinogenen Drogen teil. Nach der sowjetischen Okkupation im Jahr 1968 konnte er in der Tschechoslowakei lange nicht ausstellen.
Stejskal ist Autor einer interpretativen Methode der sogenannten „Konturage“ und in Phasen zerlegter Illusionen. In den letzten Jahren nutzt er für seine kreative Arbeit auch den Computer, und zwar sowohl für statische Bilder, die er Digitagen nennt, als auch für Computeranimationen. Neben seinem bildnerischen Schaffen ist er Autor mehrerer Bücher über geheimnisvolle Orte in der Tschechoslowakei und über örtliche dämonologische Legenden.

## Ausstellungen
Stejskal stellte auf verschiedenen kollektiven Ausstellungen in der Tschechischen Republik, der Slowakei, in Ungarn, Österreich, der BRD, Frankreich, der Schweiz, Großbritannien und den USA aus. Dort ist er auch in einigen öffentlichen und privaten Sammlungen vertreten.
- Spiel gegen "Spiel" (Hra proti "hře"), Kunsthaus Brno, 1972
- Peintures et dessins, Gal. L’envers du miroir, Paris, 1972
- Festgestellte Lagen (Vymezená místa), Landwirtschaftliches Museum, Lednice, 1985
- Imagination des Raumes, Juniorklub Chmelnice, Prag, 1985
- Rückwärts zum Unendlichen I (Zadem k nekonečnu I), Kulturpalast, Prag, 1990
- Zwei tschechische Surrealisten(mit J. Švankmajer), Cabinet H. Beekman, Alkmaar, 1992
- Kürzschlüsse und Zwiste (Zkraty & sváry), Tschechisches Museum der bildenden Künste, Prag, 1994
- Schlagen oder Nicht-Schlagen?, (Bít či nebít?), Gal. Shamballa, Kopenhagen, 1998
- Chronik (Prags) vom Ende des Jahrtausends (Kronika Prahy z konce tisíciletí), Gal. Ungula, Prag 2000
- Rückwärts zum Unendlichen II (Zadem k nekonečnu II), Gal. Cheb, Hradec Králové, Cheb, Písek, Nová Paka, 2003-4
- Durch die Hintertür ins Unendlichen (Zadem k nekonečnu), Galerie der Stadt Remscheid, 2004
- Denke den Drachen (Myslet draka), Galerie města Trutnova, 2006
- Digitages (Digitáže), Gal. Dračí ulička Trutnov, 2007
- Erster und letzter (První a poslední), Gal. E. Juliše Černčice-Louny, 2010

## Bibliographie
- Maisons (Domy), 14 Lithographien mit Gedichten Vincent Bounoure, Editions surréalistes, Paříž 1976
- Labyrintem tajemna, Paseka (1991)
- Hvězda (Pokus o vymezení letohrádku jako filosofického obydlí), Volvox Globator (1994)
- Geheimnisse des magischen Prag, Dauphin (1996), CS, DE, ENG, FR
- Cesty za hvězdou, Paseka (2001)
- Rovnomoc, Torst (2002)
- Praga hermetica, Eminent (2004)
- Labyrintem míst klatých, Eminent (2011)
- Zadem k nekonečnu - monografie (2003)
- Secret Prague, Jonglez Paris (2013), 2.ed. 2018
- Stella alchimica (Skrytý význam výzdoby letohrádku Hvězda podle podání starých hermetických autorů), Malvern (2015)
- Skoronoc, Malvern (2017)
- Tarot Alchymicus T. Abbae, Kartenspiel, lat. und engl., Vodnář (2018)
- Labyrintem alchymie v českých zemích: Osobnosti, symboly, lokality, pověsti a jejich interpretace, Eminent (2020).